# Finale de la Ligue des champions de l'UEFA 2006-2007
La finale de la Ligue des champions 2006-2007 a été un match de football joué au Stade olympique d'Athènes en Grèce le 23 mai 2007. Le club italien de l'Associazione Calcio Milan fit face au club anglais du Liverpool Football Club et gagna le match 2-1, après deux buts de Filippo Inzaghi, remportant ainsi le trophée.
Avant 2007, le dernier triomphe de l'AC Milan avait été en 2003 (finale face à la Juventus), tandis que Liverpool avait gagné contre Milan lors du « miracle d'Istanbul » de 2005.
Liverpool et Milan ont commencé leur campagne dans la compétition au troisième tour de qualification, puis ont terminé en tête des groupes C & H. L'AC Milan a par la suite battu en phase finale le Celtic FC, le Bayern Munich et le Manchester United Football Club. Liverpool a de son côté vaincu le champion sortant le FC Barcelone, le PSV Eindhoven puis le Chelsea Football Club en demi-finale (pour la deuxième fois en trois ans).

## Parcours des finalistes
Le choix des équipes qualifiées pour la phase de poules de la Ligue des champions, soit directement, soit par le biais de trois tours préliminaires, se base sur leur classement lors de la précédente saison de leur ligue domestique et la force relative de celle-ci en fonction de son coefficient UEFA,.
Liverpool et Milan sont entrés dans la compétition au dernier tour préliminaire, Liverpool terminant troisième en Premier League et Milan troisième également en Serie A. L'AC avait à l'origine décroché la deuxième place mais a perdu 30 points pour son implication dans l'affaire des matches truqués du Calcio,. La sanction, qui aurait empêché Milan de disputer la Ligue des Champions, fut réduite en appel.
Les poules ont été établies sous la forme d'un double tournoi toutes rondes de huit groupes comprenant quatre équipes, les deux premiers se qualifiant pour la phase éliminatoire. Les matchs de qualification ont été basés sur des rencontres aller et retour (domicile et extérieur), avec la règle des buts marqués à l'extérieur, ainsi que le temps supplémentaires en cas d'égalité et les tirs au but si nécessaire.
Note : dans les résultats ci-dessous, le score du finaliste est toujours donné en premier (D : domicile ; E : extérieur).
| Rang | Équipe         | Pts | J | G | N | P | Bp | Bc | Diff |
| ---- | -------------- | --- | - | - | - | - | -- | -- | ---- |
| 1    | AC Milan       | 10  | 6 | 3 | 1 | 2 | 8  | 4  | +4   |
| 2    | Lille OSC      | 9   | 6 | 2 | 3 | 1 | 8  | 5  | +3   |
| 3    | AEK Athènes    | 8   | 6 | 2 | 2 | 2 | 6  | 9  | -3   |
| 4    | RSC Anderlecht | 4   | 6 | 0 | 4 | 2 | 7  | 11 | -4   |

| Rang | Équipe                | Pts | J | G | N | P | Bp | Bc | Diff |
| ---- | --------------------- | --- | - | - | - | - | -- | -- | ---- |
| 1    | Liverpool FC          | 13  | 6 | 4 | 1 | 1 | 11 | 5  | +6   |
| 2    | PSV Eindhoven         | 10  | 6 | 3 | 1 | 2 | 6  | 6  | 0    |
| 3    | Girondins de Bordeaux | 7   | 6 | 2 | 1 | 3 | 6  | 7  | -1   |
| 4    | Galatasaray           | 4   | 6 | 1 | 1 | 4 | 7  | 12 | -5   |

## Problèmes avant le match
Il y a eu des problèmes de billetterie car un grand nombre de fans était entré dans le stade sans billets valides. Après le match, un porte-parole de l'Union des associations européennes de football (UEFA) accusa Liverpool d'avoir le « pire » des supporteurs en Europe, une accusation rejetée par la suite par le président de l'UEFA Michel Platini[réf. nécessaire].

## Ballon
Adidas, fournisseur officiel de ballons pour les matchs officiels des tournois organisés par l'Union des associations européennes de football (UEFA), la Fédération internationale de football association (FIFA) et le Comité international olympique (CIO), a dévoilé le 9 mars 2007 l'Adidas Finale « Athens » (Athènes), le ballon officiel du match pour la finale de la Ligue des Champions 2007.
La conception du ballon a été basée sur le « ballon étoilé » utilisé comme logotype par la Ligue des champions de l'UEFA. Il était bleu et blanc, représentant les couleurs du drapeau de la Grèce.

## Résumé du match

### Première mi-temps
Le Milan AC ouvre le score juste avant la mi-temps par l'intermédiaire de son buteur Inzaghi, qui détourne un coup franc de Pirlo avec l'épaule dans le but.

### Seconde mi-temps
Les Milanais marquent un second but grâce à Inzaghi, qui marque après un appel à la limite du hors-jeu avant d'effacer le gardien et de pousser le ballon dans les buts vides. Liverpool réduit l'écart dans les dernières minutes sur une tête de Kuyt sur corner. C'est néanmoins insuffisant pour empêcher les Milanais de l'emporter.

## Feuille de match
| Finale                   | AC Milan                                   | 2 - 1   | Liverpool FC      | Stade olympique, Athènes                        |                                                 |
| 23 mai 2007 20h45 (HAEC) | ( Pirlo) Inzaghi 45e · ( Kaká) Inzaghi 82e | (1 - 0) | 89e Kuyt (Agger ) | Spectateurs : 74 000 Arbitrage : Herbert Fandel | Spectateurs : 74 000 Arbitrage : Herbert Fandel |
| 23 mai 2007 20h45 (HAEC) | Rapport                                    |         |                   | Spectateurs : 74 000 Arbitrage : Herbert Fandel | Spectateurs : 74 000 Arbitrage : Herbert Fandel |

| Milan | Liverpool |

| MILAN :         |    |                    |     |       |
|                 |    |                    |     |       |
| G               | 1  | Dida               |     |       |
| D               | 44 | Massimo Oddo       |     |       |
| D               | 13 | Alessandro Nesta   |     |       |
| D               | 3  | Paolo Maldini      |     |       |
| D               | 18 | Marek Jankulovski  | 54e | 80e   |
| M               | 8  | Gennaro Gattuso    | 40e |       |
| M               | 21 | Andrea Pirlo       |     |       |
| M               | 23 | Massimo Ambrosini0 |     |       |
| M               | 10 | Clarence Seedorf   |     | 90+2e |
| A               | 22 | Kaká               |     |       |
| A               | 9  | Filippo Inzaghi    |     | 88e   |
|                 |    |                    |     |       |
| Remplaçants :   |    |                    |     |       |
| G               | 16 | Željko Kalac       |     |       |
| D               | 2  | Cafu               |     |       |
| D               | 4  | Kakha Kaladze      |     | 80e   |
| D               | 19 | Giuseppe Favalli   |     | 90+2e |
| M               | 27 | Serginho           |     |       |
| M               | 32 | Cristian Brocchi   |     |       |
| A               | 11 | Alberto Gilardino  |     | 88e   |
|                 |    |                    |     |       |
| Entraîneur :    |    |                    |     |       |
| Carlo Ancelotti |    |                    |     |       |

| LIVERPOOL :    |    |                    |     |     |
|                |    |                    |     |     |
| G              | 25 | Pepe Reina         |     |     |
| D              | 3  | Steve Finnan       |     | 88e |
| D              | 23 | Jamie Carragher    | 60e |     |
| D              | 5  | Daniel Agger       |     |     |
| D              | 6  | John Arne Riise    |     |     |
| M              | 14 | Xabi Alonso        |     |     |
| M              | 20 | Javier Mascherano0 | 58e | 78e |
| M              | 16 | Jermaine Pennant   |     |     |
| M              | 32 | Boudewijn Zenden   |     | 59e |
| M              | 8  | Steven Gerrard     |     |     |
| A              | 18 | Dirk Kuyt          |     |     |
|                |    |                    |     |     |
| Remplaçants :  |    |                    |     |     |
| G              | 1  | Jerzy Dudek        |     |     |
| D              | 2  | Álvaro Arbeloa     |     | 88e |
| D              | 4  | Sami Hyypiä        |     |     |
| M              | 7  | Harry Kewell       |     | 59e |
| M              | 11 | Mark González      |     |     |
| A              | 15 | Peter Crouch       |     | 78e |
| A              | 17 | Craig Bellamy      |     |     |
|                |    |                    |     |     |
| Entraîneur :   |    |                    |     |     |
| Rafael Benítez |    |                    |     |     |

## Statistiques
| Première mi-temps   | Première mi-temps | Première mi-temps |
|                     | Milan             | Liverpool         |
| ------------------- | ----------------- | ----------------- |
| Buts marqués        | 1                 | 0                 |
| Total des tirs      | 2                 | 5                 |
| Tirs cadrés         | 2                 | 1                 |
| Possession de balle | 58 %              | 42 %              |
| Corners             | 1                 | 1                 |
| Fautes commises     | 6                 | 16                |
| Hors-jeu            | 1                 | 2                 |
| Cartons jaunes      | 1                 | 0                 |
| Cartons rouges      | 0                 | 0                 |

| Seconde mi-temps    | Seconde mi-temps | Seconde mi-temps |
|                     | Milan            | Liverpool        |
| ------------------- | ---------------- | ---------------- |
| Buts marqués        | 1                | 1                |
| Total des tirs      | 3                | 7                |
| Tirs cadrés         | 1                | 3                |
| Possession de balle | 47 %             | 53 %             |
| Corners             | 3                | 5                |
| Fautes commises     | 8                | 10               |
| Hors-jeu            | 2                | 1                |
| Cartons jaunes      | 1                | 2                |
| Cartons rouges      | 0                | 0                |

| Match complet       | Match complet | Match complet |
|                     | Milan         | Liverpool     |
| ------------------- | ------------- | ------------- |
| Buts marqués        | 2             | 1             |
| Total des tirs      | 5             | 12            |
| Tirs cadrés         | 3             | 4             |
| Possession de balle | 53 %          | 47 %          |
| Corners             | 4             | 6             |
| Fautes commises     | 14            | 26            |
| Hors-jeu            | 3             | 3             |
| Cartons jaunes      | 2             | 2             |
| Cartons rouges      | 0             | 0             |

## Sources
- (en) Cet article est partiellement ou en totalité issu de l’article de Wikipédia en anglais intitulé « 2007 UEFA Champions League Final » (voir la liste des auteurs).